# Erwin von Witzleben

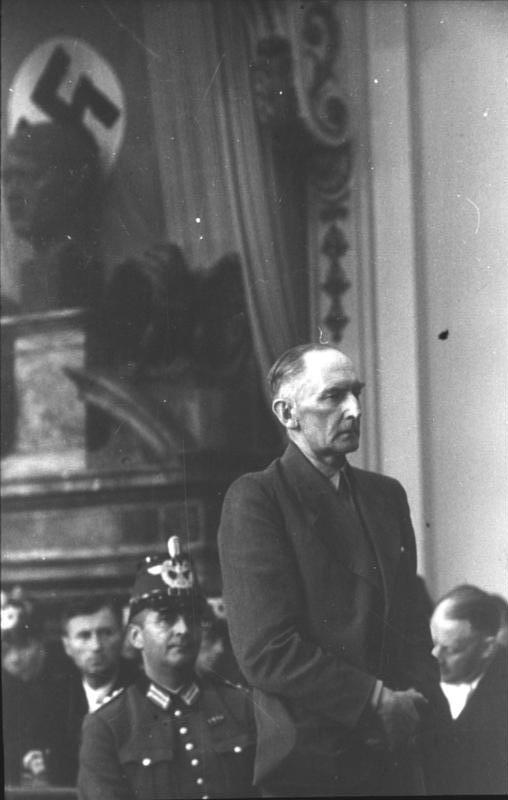
Erwin von Witzleben przed Volksgerichtshof po zamachu na Hitlera 1944

Erwin von Witzleben (ur. 4 grudnia 1881 we Wrocławiu, zm. 8 sierpnia 1944 w Berlinie) – niemiecki wojskowy, feldmarszałek, kluczowa postać opozycji antyhitlerowskiej upatrywana na przyszłego głównodowodzącego Wehrmachtu, naczelny dowódca wojsk niemieckich na Zachodzie (1941–1942), wsławił się przełamaniem Linii Maginota. Po nieudanym zamachu 20 lipca stracony. Uczestnik I i II wojny światowej.

## Życiorys
Pochodził z turyńskiej rodziny o tradycjach wojskowych. Ukończył pruską szkołę kadetów i 22 czerwca 1901 roku w stopniu podporucznika rozpoczął służbę w legnickim 7 Pułku Grenadierów im. Króla Wilhelma I. W 1910 awansowany na porucznika.
Na początku I wojny światowej służył jako adiutant w 19 Rezerwowej Brygadzie Piechoty. W październiku 1914 awansowany na kapitana objął stanowisko dowódcy kompanii w 6 Rezerwowym Pułku Piechoty. Później awansował na dowódcę batalionu w tym samym pułku i brał udział w bitwie pod Verdun oraz w walkach we Flandrii i Szampanii. Poważnie ranny, został odznaczony Krzyżem Żelaznym. Po kuracji w szpitalu przechodzi szkolenie w Sztabie Generalnym i kończy udział w wojnie na stanowisku sztabowym w 121 Dywizji Piechoty.
W okresie międzywojennym na stanowiskach dowódczych w Reichswehrze. W roku 1931 promowany na pułkownika, obejmuje stanowisko dowódcy 8 Pułku Piechoty we Frankfurcie nad Odrą.
W 1934 roku awansowany na generała majora, obejmuje dowództwo 3 Dywizji Piechoty w Poczdamie. Wkrótce potem zostaje dowódcą III Okręgu Wojskowego (Berlin), a następnie III Korpusu Armijnego. W 1936 osiąga stopień generała piechoty.
Był przeciwnikiem nazistów i po nocy długich noży domagał się śledztwa w tej sprawie, w wyniku czego popadł w niełaskę Hitlera. W 1938 brał udział w planowaniu zamachu stanu organizowanego przez Ludwiga Becka, Ericha Hoepnera, Carla-Heinricha von Stülpnagela i szefa Abwehry Wilhelma Canarisa. W wyniku korzystnych dla Niemiec postanowień traktatu monachijskiego do zamachu stanu nie doszło. Podobnie zakończyła się próba zamachu organizowana przez Kurta von Hammerstein-Equord.
We wrześniu 1939 von Witzleben dowodził 1 Armią strzegącą zachodniej granicy Niemiec. W kampanii francuskiej 1940 roku armia ta działała w ramach Grupy Armii „C”, której zadaniem było przełamanie linii Maginota. Po sukcesie tej operacji, odznaczony Krzyżem Rycerskim i awansowany na feldmarszałka 19 lipca 1940. W 1941 mianowany naczelnym dowódcą wojsk niemieckich na Zachodzie, jednak na początku 1942 ustąpił ze stanowiska ze względu na problemy zdrowotne. Brał udział w przygotowaniach do zamachu 20 lipca. W związku z tym został zatrzymany przez Gestapo, wydalony z Wehrmachtu i 7 sierpnia postawiony przed Trybunałem Ludowym (Volksgerichtshof) pod przewodnictwem sędziego Rolanda Freislera, zaprzysięgłego zwolennika nazizmu, który skazał go na śmierć. Celem upokorzenia von Witzlebena, przed wprowadzeniem na salę sądową pozbawiono go paska i szelek od spodni, przez co składając wyjaśnienia przed sądem musiał przytrzymywać sobie rękami spodnie (co widać na zdjęciu obok). Wyrok wykonano 8 sierpnia 1944 w więzieniu Plötzensee, poprzez powieszenie na strunie fortepianowej.

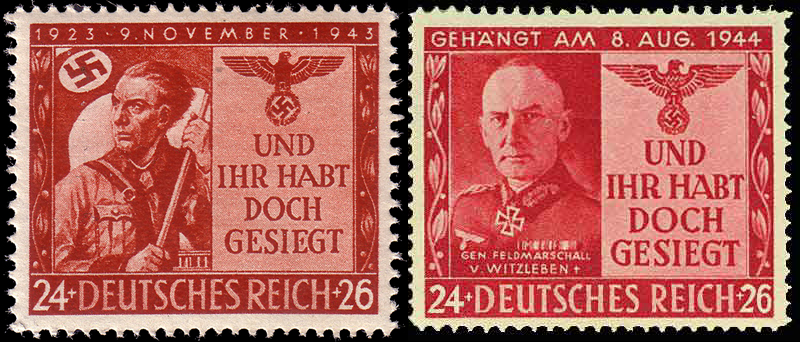
W trakcie wojny Brytyjczycy próbowali wprowadzić do obiegu w Niemczech sfałszowany znaczek pocztowy z podobizną von Witzlebena i adnotacją o jego powieszeniu. Była to dywersyjna imitacja znaczka III Rzeszy upamiętniającego rocznicę puczu monachijskiego (1923) (Mi 863)

## Odznaczenia
- Krzyż Żelazny (1914)
  - II klasy
  - I klasy
- Odznaka za Rany w czerni (dwukrotnie: 1914, 1918)
- Krzyż Kawalerski Orderu Hohenzollernów z Mieczami
- Order Zasługi Wojskowej (Bawaria)
- Krzyż Hanzeatycki (Hamburg)
- Krzyż Honorowy Reusski III Klasy z Mieczami i Koroną
- Pruski Krzyż za Służbę
- Orzeł Śląski
- Kawaler Honorowy Orderu św. Jana Jerozolimskiego (Baliwat Brandenburski)
- Kawaler Sprawiedliwości Orderu św. Jana Jerozolimskiego (Baliwat Brandenburski)
- Krzyż Honorowy za Wojnę Światową 1914-1918
- Medal Pamiątkowy 1 października 1938 (‘Sudetenland-Medaille’)
- Medal Linii Zygfryda
- Krzyż Żelazny z okuciami ponownego nadania (1939)
  - II klasy
  - I klasy
- Krzyż Rycerski Krzyża Żelaznego (24 czerwca 1940)[1]
- Odznaka za Długoletnią Służbę w Wehrmachcie I Klasy z Liśćmi Dębu